# Hans Jakob Møller
 Ikke at forveksle med Hans-Jacob Møller.
Hans Jakob Møller (25. september 1839 i Grinderslev – 18. januar 1923 på Frederiksberg) var en dansk sparekassedirektør, bror til Erik Høyer Møller og far til Bent Helweg-Møller.
Han var søn af stænderdeputeret, provst Jens Møller og Cæcilie Gjessing Leth, blev 1858 student fra Viborg Katedralskole, 1865 cand.jur. og fra samme år frem til 1871 byfogedfuldmægtig i Odense. 1871 blev Møller kasserer i Fyens Stifts Sparekasse i Odense, 1892 kancelliråd, 1895 1. kasserer og fra 1899 direktør og tog afsked i 1919. 4. september 1911 blev han Ridder af Dannebrog. 
1878-84 var han formand for Ligningskommissionen i Odense, 1892-1915 medlem af forretningsudvalget for Menighedsplejen i Odense; fra 1896 overligningskommissær og 1901-1919 medlem af repræsentantskabet for Fyens Disconto Kasse.
Møller ægtede 28. juli 1869 i Sankt Knuds Kirke Anna Sophie Heltveg (Helweg) (16. maj 1844 i Odense – 23. oktober 1920 på Frederiksberg), datter af stadslæge Heinrich Christian Heltveg og Jacobine Sophie Saxtorph.